# Merate
Merate là một đô thị và thị xã của Ý. Đô thị này thuộc tỉnh Lecco trong vùng Lombardia. Merate có diện tích km2, dân số theo ước tính năm 2010 của Viện thống kê quốc gia Ý là 14.375 người. 
Các đơn vị dân cư:
Đô thị Merate giáp với các đô thị: